# Матча
Ма́тча или Мастча́ (тадж. Масчо, Мастчоҳ, Маччо) — название горного района на территории Таджикистана, Киргизии и Узбекистана. Административно составляет в основном Горно-Матчинский район Согдийской области Таджикистана. Матчинский горный узел включает Туркестанский, Зеравшанский и Алайский хребты, которые сходятся в одной точке, пик Игла (5301 м). Высшая точка района — пик Скалистый (5621 м). Со склонов пика Игла, с большого даже по Памиро-Алайским масштабам ледника Зеравшан (25 км длиной) берёт начало река Мастча, исток реки Зеравшан, которая течёт в долине меж Туркестанским и Зеравшанским хребтами.
Сами матчинцы ещё до исламизации Средней Азии со стороны арабов пришли в долину Зеравшан и поселились над рекой Зеравшан.
Мастча — историческая область Таджикистана, ранее — Мастчинское бекство.
Мастча — новый район в Дилварзинской степи на трассе Худжанд — Ташкент, образованный после переселения Горной Мастчи в степь в 1956 для орошения целины и культивирования хлопчатника. В ходе переселения, организованного советскими властями, погибло много мастчинцев.
Центр Мастчи в разное время — кишлаки Мадрушкат и Обурдон.

## История Мастчинского бекства
В царское время Мастчинское бекство входило в состав Зеравшанского округа Самаркандской области Русского Туркестана, но не входило в Бухарский эмират. Царские власти дали бекству самоуправление, придав ему статус автономии.
После революции 1917 года руководители бекства отказались признать Советскую власть и объявили независимость, добиваясь признания Англии, США и Афганистана.
В Самаркандской области мусульманские повстанцы и духовенство провозгласили в ноябре 1918 года независимость Матчинского бекства в верховьях р. Зеравшан. Оттуда их отряды совершали набеги на окрестные районы. Осенью 1919 года им удалось захватить Пенджикент, Ура-Тюбинский и Ходжентский уезды.
Красная Армия смогла отбить эти районы только в марте 1923 года, а 2 апреля 1923 года отряды РККА захватили столицу Матчинского бекства — кишлак Обурдон.
Мастча длительное время оставалась оплотом басмачества, полное подчинение долины советской власти было достигнуто в тридцатые годы.